# Željko Pržulj
Željko Pržulj (Ilidža, 1964) je srpski pisac, pjesnik i novinar.

## Biografija
U romanima, zbirkama priča i pjesama, Pržulj se bavi istorijskim i savremenim životnim temama. U novinarskoj karijeri Pržulj se kroz reportaže, feljtone i kolumne pojavljivao u većem broju dnevnih listova i magazina, poput Večernjih novosti, Duge, Javnosti, Intervjua, Srpske Vojske, Srpskog Slova, Sjutra, Ognjišta, Srpskog Glasa, Oslobođenja, Press RS.
Pržulj je završio osnovnu i srednju školu u Sarajevu. Kako sam kaže, sasvim slučajno je završio Građevinski fakultet u Sarajevu i do rata je radio mnoge poslove, kao prodavac na pijaci, scenski radnik na Televiziji Sarajevo, portir u Domu zdravlja, prodavac novogodišnjih čestitki i nastavnik opštetehničkog obrazovanja u jednoj osnovnoj školi. U posljednjem ratu u BiH Pržulj je bio borac i komandir u Vojsci Republike Srpske, te ratni dopisnik mnogih listova u Srbiji i Republici Srpskoj. U tom ratu je izgubio brata i oca.
Časopis Srpskog prosvjetno kulturnog društva Prosvjeta iz Sarajeva, Bosanska vila (izdanje januar-juni, 2014) je u tematskom broju o Sarajevskom atentatu i početku Prvog svjetskog rata objavio odlomak iz Pržuljevog romana “Ruka anđela", koji se bavi ovom tematikom.
Živi i radi u Istočnom Sarajevu, u Republici Srpskoj.

## Dela
- „Braća po ulici“ (1995, 1996, 1998)
- „Iz Srpskog Sarajeva“ (1996)
- „Djeca sa granice“ (1997)
- „Dabogda crk'o rokenrol“ (1998)
- „Naličje“ (2000)
- „Otkud ti ovde“ (2002)
- „Posljednji plemići“ (2003)
- „Nezaštićeni svjedok“ (2004)
- „Između dva potopa“ (2005)
- „Gorštak u tenama“ (2006)
- „Za tebe“ (zbirka poezije za djecu, 2008)
- „Sedmi dva“, (2012)
- „Posljedni dani Gavrila Principa“ (radio drama, 2014)
- „Ruka anđela“ (roman, 2014)
- „Vladika slava Mu i milost“ (roman, 2016)
- "Sami na svijetu" 1. tom  - Knjiga početka (roman, 2019)
- "Sami na svijetu" 2. tom - Knjiga okončanja  (roman, 2019)

## Spoljašnje veze
- Dva Principova metka ostavila pet rupa ("Večernje Novosti")
- Obrisali srpske tragove u Sarajevu ("Večernje Novosti")
- Naši ljudi, emisija TV Istočno Sarajevo ("Youtube")
- Radio-drama o posljednim danima Gavrila Principa ("palelive.com")
- Promocija romana "Ruka anđela" ("palelive.com")
- Pitaće nas unuci šta smo bili u srpskoj vojsci ("frontal.rs")
- Pisci u RS su kao starlete ("Nezavisne")
- Ruka Britanaca u Sarajevskom atentatu ("Pravda")
- Sveti Vasilije je nosio kubure ("Večernje Novosti")
- Ratna književnost u 30 godina postojanja Republike Srpske ("Glas Srpske")